# Pierre Laigle
Pour les articles homonymes, voir Laigle (homonymie).
Pierre Laigle, né le 12 septembre 1970 à Auchel (Pas-de-Calais), est un footballeur international français. Il évoluait au poste de milieu défensif.

## Biographie
Pierre Laigle signe sa première licence de football en poussins à L'US Auchel puis rejoint en pupilles le RC Lens. Il gravit tous les échelons à force de pugnacité avant de débuter avec les professionnels en 1990. Il participe à la remontée du club dans l'élite et reste six ans chez les sang et or. 
En 1996, il reçoit sa première sélection en équipe nationale, et signe la même année en Italie à la Sampdoria de Gênes. Un club populaire, qui lui permet de continuer à côtoyer l'équipe nationale. 
Pierre Laigle fait partie des fameux « bannis de Clairefontaine » avec Lionel Letizi, Martin Djetou, Sabri Lamouchi, Ibrahim Ba et Nicolas Anelka. Il est en effet inclus dans le groupe de 28 joueurs pré-sélectionnés pour la Coupe du monde 1998, mais n'est finalement pas retenu dans le groupe des 22 qui participe à la compétition.
En 1999, à la suite de la relégation de la Sampdoria en Serie B, Aulas décide de l'embaucher pour son ambitieux club de Lyon. Avec Lyon, il est Champion de France en 2002 et gagne la Coupe de la Ligue en 2001. Il remporte ainsi ses deux titres majeurs.
En 2002, Laigle rejoint le club de Montpellier avec un contrat portant sur deux saisons. Il connaît la chute en 2004 avec une relégation en Ligue 2.
Sans contrat, il décide en 2005, de quitter le monde pro pour celui de l'amateurisme en signant en CFA à Saint-Priest. Il raccroche définitivement les crampons en 2007.
En 2020, à 49 ans, alors gérant de société, il est conseiller au sein de la majorité municipale de la commune de Charly.
En 2022, le magazine So Foot le classe dans le top 1000 des meilleurs joueurs du championnat de France, à la 660e place.

## Carrière
- 1990-1996 :  RC Lens
- 1996-1999 :  UC Sampdoria
- 1999-2002 :  Olympique lyonnais
- 2002-2004 :  Montpellier Hérault Sport Club
- 2005-2007 :  AS Saint-Priest [5]

## Palmarès

### En club
- Champion de France en 2002 avec l'Olympique lyonnais
- Vainqueur de la Coupe de la Ligue en 2001 avec l'Olympique lyonnais
- Vainqueur de la Coupe de la Ligue en 1994 avec le RC Lens
- Vice-champion de France en 2001 avec l'Olympique lyonnais

### En équipe de France
- 8 sélections et 1 but entre 1996 et 1998
- 8 sélections et 1 but avec les A' entre 1993 et 1999

## Statistiques
- 17 matchs et 2 buts en Ligue des Champions
- 12 matchs et 0 but en Coupe de l'UEFA
- 258 matchs et 24 buts en Division 1
- 34 matchs et 6 buts en Division 2
- 90 matchs et 10 buts en Serie A

### Matchs internationaux
| Matchs internationaux de Pierre Laigle | Matchs internationaux de Pierre Laigle | Matchs internationaux de Pierre Laigle         | Matchs internationaux de Pierre Laigle | Matchs internationaux de Pierre Laigle | Matchs internationaux de Pierre Laigle | Matchs internationaux de Pierre Laigle                             |
| #                                      | Date                                   | Lieu                                           | Adversaire                             | Résultat                               | Compétition                            | Notes                                                              |
| -------------------------------------- | -------------------------------------- | ---------------------------------------------- | -------------------------------------- | -------------------------------------- | -------------------------------------- | ------------------------------------------------------------------ |
| 1                                      | 21 février 1996                        | Stade des Costières, Nîmes, France             | Grèce                                  | V 3 - 1                                | Match amical                           | Entre en jeu à la place de Sabri Lamouchi à la 70e minute.         |
| 2                                      | 27 mars 1996                           | Stade Roi Baudouin, Bruxelles, Belgique        | Belgique                               | V 2 - 0                                | Match amical                           | Entre en jeu à la place de Reynald Pedros à la 73e minute.         |
| 3                                      | 9 novembre 1996                        | Parken Stadium, Copenhague, Danemark           | Danemark                               | D 0 - 1                                | Match amical                           | Entre en jeu à la place de Vincent Candela à la 74e minute.        |
| 4                                      | 22 janvier 1997                        | Estádio 1.º de Maio (pt), Braga, Portugal      | Portugal                               | V 2 - 0                                | Match amical                           | Titulaire.                                                         |
| 5                                      | 26 février 1997                        | Parc des Princes, Paris, France                | Pays-Bas                               | V 2 - 1                                | Match amical                           | Titulaire, remplacé par Robert Pirès à la 33e minute.              |
| 6                                      | 7 juin 1997                            | Stade de la Mosson, Montpellier, France        | Angleterre                             | D 0 - 1                                | Tournoi de France                      | Titulaire, remplacé par Bixente Lizarazu à la 83e minute.          |
| 7                                      | 11 octobre 1997                        | Stade Bollaert, Lens, France                   | Afrique du Sud                         | V 2 - 1                                | Match amical                           | Entre en jeu à la place de Vincent Candela à la 73e minute.        |
| 8                                      | 12 novembre 1997                       | Stade Geoffroy-Guichard, Saint-Étienne, France | Écosse                                 | V 2 - 1                                | Match amical                           | Titulaire et buteur, remplacé par Vincent Candela à la 79e minute. |

### Buts internationaux
| # | Date             | Lieu                                           | Adversaire | Résultat | Compétition  | Détail | Détail         | Détail | Sél. |
| - | ---------------- | ---------------------------------------------- | ---------- | -------- | ------------ | ------ | -------------- | ------ | ---- |
| 1 | 12 novembre 1997 | Stade Geoffroy-Guichard, Saint-Étienne, France | Écosse     | V 2 - 1  | Match amical | 35e    | du pied gauche | 1-0    | 8e   |